# Лиходедов, Константин Михайлович
Константи́н Миха́йлович Лиходе́дов (род. 19 марта 1976, Туапсе, Краснодарский край) — российский медиаменеджер.

## Биография
В 1998 году окончил Санкт-Петербургский государственный университет экономики и финансов.
С 1998 года работал на телеканале ТВ-3 (менеджер по продажам рекламы в Петербурге, с 2000 года — генеральный директор в Челябинске, в 2002—2004 — вице-президент телесети, в 2006—2008 — исполнительный директор ТВ-3).
С 2004 года работал в компании INFON (директор московского представительства, с 2005 — директор по продажам и маркетингу).
С января по апрель 2008 года занимал должность генерального директора музыкального телеканала MTV Россия. В 2008—2009 годах являлся генеральным директором группы компаний «Выбери радио», занимающейся консолидацией российских радиостанций.
С сентября 2009 по декабрь 2011 года — генеральный директор канала 7ТВ, который под его руководством значительно изменил концепцию вещания, за счёт чего, по оценке издания Коммерсантъ, увеличил среднесуточную аудиторию в целом по РФ до 1,9 %. Рекламная выручка при этом выросла в 2,5 раза, что стало лучшим результатом 2011 года среди всех федеральных телеканалов.
С ноября 2011 по май 2012 года — генеральный директор детского телеканала «Disney».
В 2012 году возглавил московский филиал «МегаФона»; в 2015 назначен на должность исполнительного директора по развитию бизнеса на массовом рынке ПАО «МегаФон» и одновременно генеральным директором компании «Скартел».

### Семья
Брат — Александр, директор службы информационных технологий и связи ГУП «Мосгортранс».